# Dmitri Peskov
Dmitri Peskov (n. 17 octombrie 1967, Moscova, RSFS Rusă, URSS) este un diplomat rus. Din 2012 este purtătorul de cuvânt al președintelui Federației Ruse, Vladimir Putin.